# Nagayasu Honda
Nagayasu Honda (本田 長康) fou un futbolista japonès, que va debutar amb la selecció del Japó el 1927. Va disputar 4 partits amb la selecció del Japó.

## Estadístiques
| Selecció del Japó | Selecció del Japó | Selecció del Japó |
| Anys              | Partits           | Gols              |
| ----------------- | ----------------- | ----------------- |
| 1927              | 2                 | 0                 |
| 1928              | 0                 | 0                 |
| 1929              | 0                 | 0                 |
| 1930              | 2                 | 0                 |
| Total             | 4                 | 0                 |